# بیاتریس استرایت
بیاتریس ویتنی استرایت (انگلیسی: Beatrice Whitney Straight؛ زادهٔ ۲ اوت ۱۹۱۴ – ۷ آوریل ۲۰۰۱) یک هنرپیشه اهل ایالات متحده آمریکا بود.
وی بین سال‌های ۱۹۳۹ تا ۱۹۹۱ میلادی فعالیت می‌کرد.
از فیلم‌ها یا برنامه‌های تلویزیونی که وی در آن نقش داشته‌است می‌توان به شبکه، قدرت، پولترگایست، دو مدل از یک نوع، عشق بی‌پایان و فریب‌خورده اشاره کرد.
بیاتریس استرایت در فیلم شبکه ساخته سیدنی لومت برندهٔ جایزهٔ اسکار بهترین بازیگر نقش مکمل زن شد، او تنها ۵ دقیقه و دو ثانیه در فیلم حضور داشت که تاکنون (سال ۲۰۱۴) کوتاه‌ترین نقش برنده اسکار بوده‌است.
استرایت در اواخر عمر مبتلا به بیماری آلزایمر شده بود. او در اثر ذات الریه در سن ۸۶ سالگی در نورثریج، لس‌آنجلس درگذشت